# Bezpečnostní sbor (Česko)
Bezpečnostní sbor je v Česku silová složka státu, která zajišťuje bezpečnost České republiky a jejích občanů. Pojem upravuje zákon č. 361/2003 Sb., o služebním poměru příslušníků bezpečnostních sborů. Existuje sedm bezpečnostních sborů: Policie České republiky, Hasičský záchranný sbor České republiky, Celní správa České republiky, Vězeňská služba České republiky, Generální inspekce bezpečnostních sborů, Bezpečnostní informační služba a Úřad pro zahraniční styky a informace, přičemž poslední dva jsou civilními zpravodajskými službami.

## Příslušníci a zaměstnanci
Občané České republiky se mohou stát příslušníky bezpečnostních sborů, kteří vykonávají službu České republice na základě vzniknuvšího služebního poměru, jenž je definován zákonem č. 361/2003 Sb., o služebním poměru příslušníků bezpečnostních sborů. Příslušníci bezpečnostních sborů jsou ustanovováni do služebních hodností, kterým přísluší hodnostní označení.
Bezpečnostní sbory zaměstnávají také civilní zaměstnance podle zákona č. 262/2006 Sb., zákoníku práce.
Příslušníci a zaměstnanci bezpečnostních sborů se mohou sdružovat v odborových organizacích, např. v Nezávislém odborovém svazu Policie České republiky.

## Seznam bezpečnostních sborů
| Sbor (zkratka)                                   | Činnost | Oblast působnosti | Přibližný počet příslušníků | Nadřízený orgán            | Znak sboru                                        | Označení vozidel                                     |
| ------------------------------------------------ | --- | ----------------- | --------------------------- | -------------------------- | ------------------------------------------------- | ---------------------------------------------------- |
| Policie České republiky (PČR)                    | Všeobecná ochrana veřejného pořádku, bezpečnosti osob a majetku, vyšetřování deliktů, které nespadají do příslušnosti jiného sboru. | celostátní        | 40 000                      | ministerstvo vnitra        | Znak Policie České republiky                      | Vozidlo Policie České republiky                      |
| Hasičský záchranný sbor České republiky (HZS ČR) | Ochrana před požáry, záchrana osob a majetku. Dohled nad dodržováním zákonů o požární prevenci a bezpečnosti. | celostátní        | 10 000                      | ministerstvo vnitra        | Znak Hasičského záchranného sboru České republiky | Vozidlo Hasičského záchranného sboru České republiky |
| Celní správa České republiky (CS ČR)             | Provádění celního řízení a správy spotřebních daní, vyšetřování daňových deliktů. Dohled nad dováženým zbožím, provádění kontrol zaměstnávání cizinců.                                                                                          | celostátní        | 4500                        | ministerstvo financí       | Znak Celní správy České republiky                 | Vozidlo Celní správy České republiky                 |
| Vězeňská služba České republiky (VS ČR)          | Zajišťování výkonu vazby a výkonu trestu odnětí svobody a vyšetřování trestných činů osob, které v tomto výkonu jsou. Ochrana pořádku a bezpečnosti při výkonu soudnictví a správě soudů.                                                       | celostátní        | 7500                        | ministerstvo spravedlnosti | Znak Vězeňské služby České republiky              | Vozidlo Vězeňské služby České republiky              |
| Generální inspekce bezpečnostních sborů (GIBS)   | Kontrola, odhalování a vyšetřování trestných činů příslušníků a civilních zaměstnanců PČR, CS ČR, VS ČR a GIBS. | celostátní        | 250                         | předseda vlády             | Znak Generální inspekce bezpečnostních sborů      | Bezpečnostní sbor používá pouze neoznačená vozidla   |
| Bezpečnostní informační služba (BIS)             | Zpravodajská služba s vnitřním polem působnosti (kontrarozvědka). Kontrarozvědná činnost, ochrana ústavního zřízení, demokratických principů a významných ekonomických zájmů České republiky, ochrana před organizovaným zločinem a terorismem. | celostátní        | 1000                        | vláda                      | Znak Bezpečnostní informační služby               | Bezpečnostní sbor používá pouze neoznačená vozidla   |
| Úřad pro zahraniční styky a informace (ÚZSI)     | Zpravodajská služba s vnějším polem působnosti (rozvědka). Rozvědná činnost, sběr, analýza, ochrana a využití politických, ekonomických a bezpečnostních informací, které jsou v zájmu České republiky.                                         | celosvětová       | není známo                  | ministerstvo vnitra        | Znak Úřadu pro zahraniční styky a informace       | Bezpečnostní sbor používá pouze neoznačená vozidla   |

## Vedení bezpečnostních sborů
Bezpečnostní sbory vedou ředitelé, jejichž funkční období trvá pět let, přičemž každá osoba může být ředitelem nejvýše dvě funkční období po sobě. Ředitelé jsou jmenováni ministry resortů, kteří jsou odpovědní za činnost daného bezpečnostního sboru. Výjimkou je Bezpečnostní informační služba, jehož ředitele jmenuje vládou určený člen vlády, a Generální inspekce bezpečnostních sborů, jehož ředitele jmenuje předseda vlády. Názvy ředitelských postů v jednotlivých sborech se liší.
| Sbor                                    | Název ředitelského postu                      | Současný ředitel          | Nástup do funkce |
| --------------------------------------- | --------------------------------------------- | ------------------------- | ---------------- |
| Policie České republiky                 | policejní prezident                           | genpor. Martin Vondrášek  | 2022             |
| Hasičský záchranný sbor České republiky | generální ředitel                             | genpor. Vladimír Vlček    | 2021             |
| Celní správa České republiky            | generální ředitel Generálního ředitelství cel | genmjr. Marek Šimandl     | 2022             |
| Vězeňská služba České republiky         | generální ředitel                             | genpor. Simon Michailidis | 2021             |
| Generální inspekce bezpečnostních sborů | ředitel                                       | genmjr. Vít Hendrych      | 2023             |
| Bezpečnostní informační služba          | ředitel                                       | genpor. Michal Koudelka   | 2022             |
| Úřad pro zahraniční styky a informace   | ředitel                                       | genmjr. Vladimír Posolda  | 2022             |